# La legge del contrario
La legge del contrario (The Antidote: Happiness for People Who Can't Stand Positive Thinking) è un libro di saggistica, scritto dal giornalista britannico Oliver Burkeman, che smentisce l'idea alla base del pensiero positivo, secondo cui è necessario eliminare la negatività alla nostra vita, dai pensieri e dalle emozioni per essere felici. Al mito dell'ottimismo a ogni costo, Burkeman contrappone una via negativa alla felicità, un antidoto contro il pensiero positivo.

## Contenuti

### La via negativa
Secondo Burkeman l'eccessiva ricerca della felicità non fa altro che renderci depressi: in altre parole, sono i nostri tentativi ininterrotti di eliminare tutto ciò che è negativo (insicurezza, incertezza, fallimento, tristezza) a farci sentire insicuri, incerti, ansiosi o infelici. Tutto questo suggerisce un approccio alternativo a quello comune, una "via negativa" alla felicità che si traduce nell'imparare ad apprezzare l'incertezza, a smetterla di cercare di pensare positivo ad ogni costo, a familiarizzare con il fallimento e persino a valorizzare la morte.
L'idea affonda le radici nel principio che Alan Watts, ne La saggezza del dubbio, definì "legge dello sforzo alla rovescia" (o "legge d'inversione"), rifacendosi a Aldous Huxley: "se cerchi di stare a galla, vai a fondo; se invece cerchi di immergerti, galleggi. Questa insicurezza è proprio il risultato dei nostri tentativi di sentirci sicuri".

### Critica al pensiero positivo e al goal setting
Burkeman cita diversi studi e ricerche che sembrano dimostrare come l'idea di felicità basata sulla rimozione sistematica delle emozioni e dei pensieri negativi non solo sia inutile ma perfino dannosa in alcuni casi. Tra gli studi citati vi è ad esempio quello della psicologa Gabriele Oettingen, secondo cui la visualizzazione del raggiungimento di un obiettivo non solo non ci aiuta a perseguire quell'obiettivo, ma ci rende meno attivi ed efficaci sul piano della realtà.
Mentre la via negativa proposta come approccio alternativo non è una filosofia unica, esauriente e preconfezionata, né offre soluzioni univoche, uno dei problemi del pensiero positivo e delle strategie che si fondano su di esso è proprio l'ambizione di ridurre grandi interrogativi a ricette di self-help a "taglia unica". Difatti i libri di self-help, che Burkeman definisce "l'apoteosi moderna della ricerca della felicità", sono tutt'altro che efficaci, tant'è che alcuni editori parlano della regola dei 18 mesi, secondo la quale l'acquirente più probabile di un libro di self-help è quello che negli ultimi 18 mesi ha comprato un libro dello stesso genere e che evidentemente non ha risolto tutti i suoi problemi.
Nel saggio viene messa in discussione anche la validità del goal setting, cioè la credenza secondo cui la formulazione di obiettivi ambiziosi e iperspecifici (c.d. obiettivi SMART) sia la chiave per una vita felice e appagante. L'ossessione per gli obiettivi può provocare l'insorgere della traguardicea, sindrome teorizzata da Christopher Kayes, la quale ci spinge ad aumentare gli sforzi e le risorse per raggiungere un obiettivo, anche quando tutto ci mostra che è impossibile da raggiungere e che la soluzione migliore sarebbe quella di fermarsi e fare marcia indietro. In secondo luogo, quando individuiamo un obiettivo e ci sforziamo di raggiungerlo, in realtà, stiamo formulando una visione del futuro nella quale isoliamo uno o più aspetti della nostra vita, senza tenere conto dell'impatto che le nostre decisioni avranno su tutti gli altri. 
Secondo Burkeman ciò che motiva l'investimento negli obiettivi e la pianificazione del futuro, il più delle volte, non è una serena consapevolezza delle virtù della preparazione e della lungimiranza, bensì il disagio provocato dal senso d'incertezza: in altre parole, investiamo nella nostra visione preferita del futuro non perché questo ci aiuterà a realizzarla, ma perché è necessario per liberarci dell'incertezza che ci attanaglia nel presente.